# Hurts (песня)
«Hurts» — песня шотландской певицы Эмеле Санде. Она была написана вместе с Джеймсом Мюрреем, Мустафой Омером, Мэттью Холмсом, и Филипом Ли для её второго альбома Long Live the Angels (2016), в то время как выпуск был под руководством Mojam и дуэта Mac & Phil. Песня была выпущена первым синглом альбома 16 сентября 2016 через Virgin Records в Соединенном Королевстве.
Песня достигла номера 22 в UK Singles Chart и вошла в первую десятку чартов Шотландии и Валлонского региона Бельгии. Режиссёром клипа, вышедшего 5 октября 2016, стал режиссёр Дон Шэдфорт.

## Трек-лист
| №  | Название | Длительность |
| -- | -------- | ------------ |
| 1. | «Hurts»  | 3:38         |

| №  | Название                    | Длительность |
| -- | --------------------------- | ------------ |
| 1. | «Hurts» (Обработка Offaiah) | 3:18         |
| 2. | «Hurts» (Ремикс Offaiah )   | 6:51         |

| №  | Название                    | Длительность |
| -- | --------------------------- | ------------ |
| 1. | «Hurts» (Ремикс Dimension ) | 4:37         |
| 2. | «Hurts» (Ремикс Jynx )      | 5:28         |

## Позиции в чартах

### Чарты недели
| Chart (2016-17)                           | Peak position |
| ----------------------------------------- | ------------- |
| Бельгия/Фландрия (Ultratop 50)            | 28            |
| Бельгия/Валлония (Ultratop 50)            | 27            |
| Ирландия (IRMA)                           | 53            |
| Lebanon (Lebanese Top 20)                 | 18            |
| Шотландия (OCC Scotland)                  | 5             |
| Словакия (Rádio — Top 100)                | 67            |
| Швейцария (Schweizer Hitparade)           | 40            |
| Великобритания (OCC UK Singles)           | 22            |
| Великобритания (OCC UK Singles Downloads) | 10            |
| США (Billboard Adult Pop Airplay)         | 31            |
| США (Billboard Dance Club Songs)          | 14            |